# ベンノ・シュミッツ
ベンノ・シュミッツ（Benno Schmitz 、1994年11月17日 - ）は、ドイツ・ミュンヘン出身のプロサッカー選手。グラスホッパー・クラブ・チューリッヒ所属。ポジションは、ディフェンダー。

## 経歴
2001年にバイエルン・ミュンヘンの下部組織に入団。2012年にリザーブチームに昇格したが、トップチームでの出番は無かった。
2014年夏にレッドブル・ザルツブルクに移籍。8月23日のSCラインドルフ・アルタッハ戦で移籍後初出場。
2016年夏に2. ブンデスリーガからドイツ・ブンデスリーガに昇格したRBライプツィヒへ移籍。ドイツ・ブンデスリーガでのデビュー戦となった第1節のTSGホッフェンハイム戦では右サイドバックとしてフル出場し、1アシストを記録した。
2024年7月25日、グラスホッパー・クラブ・チューリッヒに3年契約で移籍した。

## タイトル
レッドブル・ザルツブルク
- オーストリア・ブンデスリーガ優勝（2回）:  2014–15, 2015–16
- オーストリア・カップ優勝（2回）:  2014–15, 2015–16

1.FCケルン
- 2. ブンデスリーガ優勝（1回）:  2018–19